# 吕永龙
吕永龙（1964年—），中国生态环境专家，中国科学院生态环境研究中心研究员。2012年当选发展中国家科学院（TWAS）院士。2019年当选为欧洲科学院外籍院士。
曾获2018年度中国科学院科技促进发展奖。